# Welford (Northamptonshire)
Welford is een civil parish in het bestuurlijke gebied Daventry, in het Engelse graafschap Northamptonshire met 1043 inwoners.

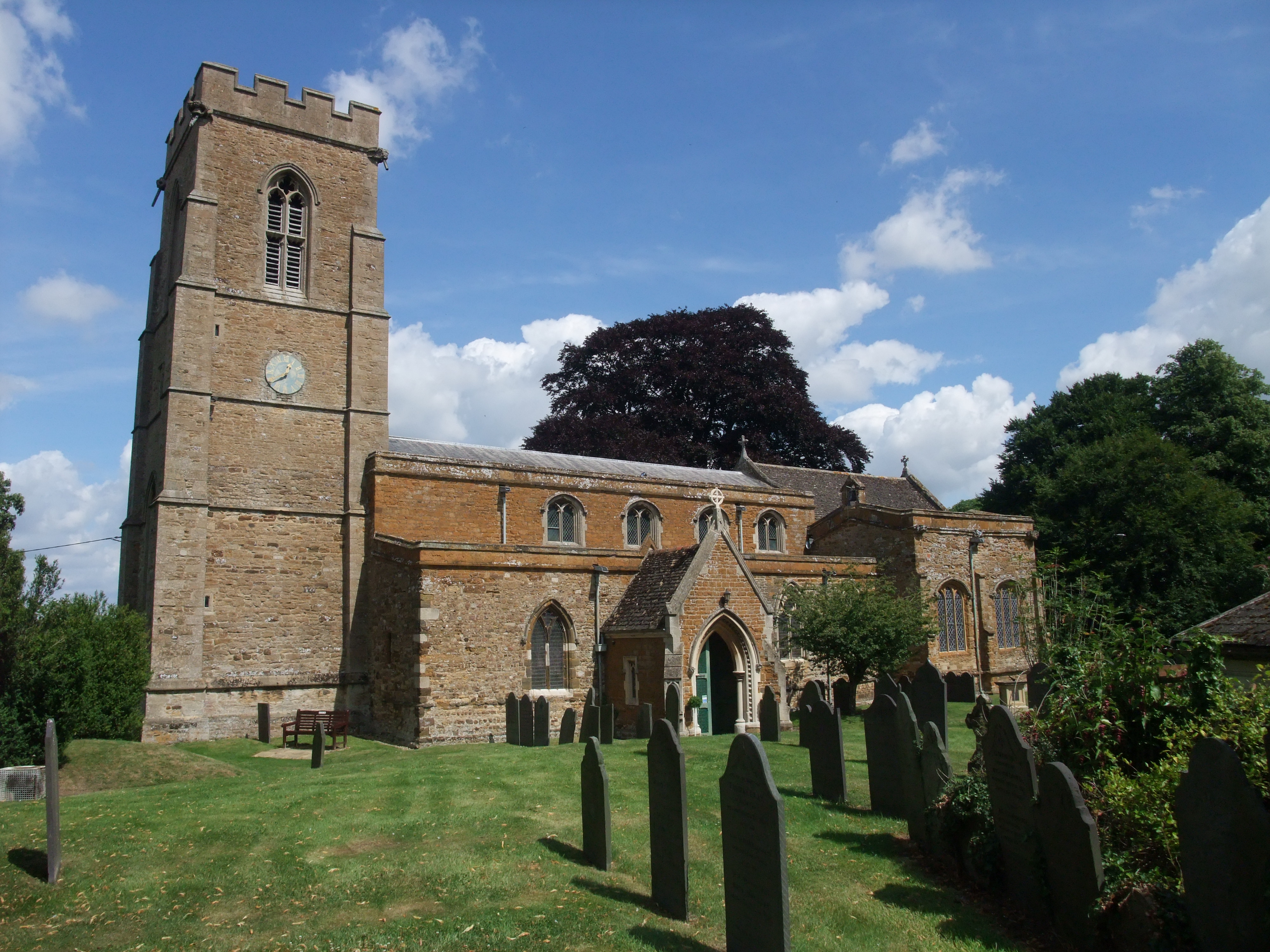
Kerk St. Mary the Virgin